# 拉古什
拉古什（葡萄牙语：Lagos，葡萄牙語發音：[ˈlaɣuʃ]），葡萄牙南部城市，滨临大西洋，属法鲁区。总面积212.99平方公里，拉古什主城区人口2.2万左右，由主城及周边地区组成的市镇总人口31,048 （2011年），人口密度162.63 人/平方公里 。